# Пиер Льотурньор
Пиер-Прим-Фелисиен Льотурньор (на френски: Pierre-Prime-Félicien Letourneur) е френски преводач.
Роден е на 9 юни 1737 година във Валон, Нормандия. Работи като преводач на художествена литература от английски език и става първият популяризатор във Франция на творчеството на Уилям Шекспир, превеждайки цялата му драматургия между 1776 и 1783 година. Превежда и поетичния цикъл на Осиан, който дава силен тласък на френската фолклористика.
Пиер Льотурньор умира на 24 януари 1788 година в Париж.